# Friedrich Gerstäcker
Friedrich Gerstäcker (Hambourg, 10 mai 1816 – Brunswick, 31 mai 1872) est un voyageur et romancier allemand.

## Œuvres
- Les Pirates du Mississippi[1]
- Les deux convicts